# Jardim da Glória
Jardim da Glória é um bairro nobre da cidade de São Paulo, pertencente à Prefeitura Regional e ao distrito de Vila Mariana.

## História
O Jardim da Glória começou a ser urbanizado no início do século XX, em um período de expansão da cidade de São Paulo. O nome "Jardim da Glória" remete à devoção religiosa, uma vez que a Igreja de Nossa Senhora da Glória, localizada nas proximidades, é um marco histórico e cultural da área. O loteamento do bairro foi realizado por empresas imobiliárias que visavam atrair famílias de classe média e alta. A proximidade com o centro da cidade e a construção de vias importantes, como a Avenida Ricardo Jafet e a Avenida Lins de Vasconcelos, foram fatores determinantes para o crescimento do bairro. Durante as décadas de 1940 e 1950, o bairro começou a se consolidar como uma área residencial, com a construção de casas e pequenos edifícios.

## Atualidade
Vizinho aos bairros de Chácara Klabin, Jardim da Aclimação e Cambuci, o bairro não costuma ser associado à Vila Mariana. Isso porque as principais avenidas que cortam o bairro, a Lacerda Franco e a Lins de Vasconcelos, são trechos de transição e alternam perfis socioeconômicos e demográficos.
De ocupação heterogênea, como boa parte da Zona Sul, o bairro tem origens operárias e, aos poucos, passou a sofrer os assédios do mercado imobiliário, conquistando moradores de classe média alta. Sua localização estratégica, interligando a Zona Sul ao centro, é outro ponto positivo. Apresenta altitude e topografia irregular; das regiões mais baixas, é possível avistá-lo acima do Cemitério da Vila Mariana, próximo ao Parque da Aclimação, sendo seu acesso feito, prioritariamente, por ladeiras e vias sinuosas e estreitas. 
Também é fácil identificá-lo como o bairro à direita da Avenida Ricardo Jafet (que faz a divisa Vila Mariana-Ipiranga), no sentido da Rodovia dos Imigrantes. Entre suas vias importantes estão as avenidas Lins de Vasconcelos e Lacerda Franco e as ruas Basílio da Cunha, Coronel Diogo e Heitor Peixoto. A região é composta por uma mistura de casas antigas, sobrados e edifícios modernos. O bairro conta com uma ampla rede de escolas públicas e privadas, atendendo desde a educação infantil até o ensino médio. Entre as instituições de destaque estão o Externato Anchieta, que marcou gerações de moradores, e outras escolas tradicionais da região.
A Praça Nossa Senhora da Glória é um dos pontos centrais do bairro, sendo um espaço de convivência para os moradores. Além disso, a proximidade com o Parque da Aclimação e o Museu do Ipiranga amplia as opções de lazer e cultura. O bairro também é conhecido por seus comércios locais, como padarias, restaurantes e lojas que atendem às necessidades diárias da comunidade.
O Jardim da Glória é um bairro bem conectado, com fácil acesso a importantes vias, como a Avenida Ricardo Jafet, a Avenida Lins de Vasconcelos e a Rua Vergueiro. A proximidade com estações de metrô, como Vila Mariana e Ana Rosa, facilita o deslocamento para outras regiões da cidade. O transporte público é complementado por linhas de ônibus que atendem ao bairro e arredores.